# Monsta X
Monsta X (hangul: 몬스타엑스; stilizat ca MONSTA X) este o formație de băieți din Coreea de Sud înființată de agenția Starship Entertainment în cadrul show-ului No Mercy. Formația este compusă din șase membri: Shownu, Minhyuk, Kihyun, Hyungwon, Jooheon și I.M.
Au debutat pe 14 mai 2015 cu EP-ul Trespass. În martie 2017, Monsta X și-au lansat primul album de studio și partea finală a seriei „THE CLAN”, The Clan Pt. 2.5: The Final Chapter. În aprilie 2018, single-ul japonez „Spotlight” al formației a primit o certificare oficială de aur de la RIAJ.

## Membri
- Shownu (Hangul: 셔누), născut Sohn Hyun-woo pe 18 iunie 1992
- Minhyuk (Hangul: 민혁), născut Lee Min-hyuk pe 3 noiembrie 1993
- Kihyun (Hangul: 기현), născut Yoo Ki-hyun pe 22 noiembrie 1993
- Hyungwon (Hangul: 형원), născut Chae Hyung-won pe 15 ianuarie 1994
- Jooheon (Hangul: 주헌), născut Lee Ho-joon (schimbat de el în Lee Joo-heon) pe 6 octombrie 1994
- I.M (Hangul: 아이엠), născut Im Chang-kyun pe 26 ianuarie 1996

### Foști membri
- Wonho (Hangul: 원호), născut Lee Ho-seok pe 1 martie 1993

## Legături externe
Materiale media legate de Monsta X la Wikimedia Commons
- Site web oficial